# Championnat de France de rugby à XIII 1987-1988
Navigation
Édition précédente Édition suivante
Le Championnat de France de rugby à XIII 1987-1988 oppose pour la saison 1987-1988 les meilleures équipes françaises de rugby à XIII.

## Liste des équipes en compétition
| Avignon Carcassonne Carpentras Lézignan-Corbières Le Pontet Limoux Roanne XIII catalan Saint-Gaudens Toulouse Villeneuve-sur-Lot St-Estève |

| Club               | Dernière montée | Classement en 1987 | Entraîneur(s)               |
| ------------------ | --------------- | ------------------ | --------------------------- |
| Avignon            |                 | Barrages           | Jean Rouqueirol             |
| Carcassonne        |                 | Barrages           | Alain Marty                 |
| Carpentras         |                 | 10e                | Jean-Marie Imbert           |
| XIII Catalan       |                 | Champion           | Francis Mas                 |
| Lézignan           |                 | 9e                 | Michel Maïque André Abadie  |
| Le Pontet          |                 | Finaliste          | Marius Frattini             |
| Limoux             | 1962            | Quart-de-finaliste | Raphaël Bueno               |
| Roanne             |                 | 11e                | Gérard Bastianelli          |
| Saint-Estève       |                 | Demi-finaliste     | Jacques Jorda               |
| Saint-Gaudens      |                 | Quart-de-finaliste | Pierre Surre Georges Loubet |
| Toulouse           |                 | Quart-de-finaliste | Claude Bedel                |
| Villeneuve-sur-Lot | 1934            | Demi-finaliste     | Raymond Gruppi              |

## Classement de la première phase
| Classement | Club               | Points |
| 1er        | Le Pontet          | 57     |
| 2e         | Saint-Estève       | 56     |
| 3e         | XIII Catalan       | 48     |
| 4e         | Saint-Gaudens      | 48     |
| 5e         | Carpentras         | 47     |
| 6e         | Lézignan           | 46     |
| 7e         | Limoux             | 44     |
| 8e         | Toulouse           | 44     |
| 9e         | Villeneuve-sur-Lot | 38     |
| 10e        | Carcassonne        | 36     |
| 11e        | Avignon            | 35     |
| 12e        | Roanne             | 28     |

|  | Qualifié pour les quarts-de-finale                        |
|  | Qualifiés pour les barrages d'accès aux quarts-de-finales |

## Phase finale

### Barrages
| 3 avril 1988 | Limoux | 14 - 6 | Albi |  |
| 3 avril 1988 |        |        |      |  |
| 3 avril 1988 |        |        |      |  |

| 3 avril 1988 | Lézignan | 24 - 4 | Le Barcarès |  |
| 3 avril 1988 |          |        |             |  |
| 3 avril 1988 |          |        |             |  |

| 3 avril 1988 | Toulouse | 38 - 22 | Pia |  |
| 3 avril 1988 |          |         |     |  |
| 3 avril 1988 |          |         |     |  |

| 3 avril 1988 | Carpentras | 38 - 22 | Aussillon |  |
| 3 avril 1988 |            |         |           |  |
| 3 avril 1988 |            |         |           |  |

## Tableau final
|  | Quarts de finale 17 avril 1988 | Quarts de finale 17 avril 1988 |              |    | Demi-finales 1er mai 1988 | Demi-finales 1er mai 1988 |  |  | Finale 15 mai 1988 | Finale 15 mai 1988 |
|  | Quarts de finale 17 avril 1988 | Quarts de finale 17 avril 1988 |              |    | Demi-finales 1er mai 1988 | Demi-finales 1er mai 1988 |  |  | Finale 15 mai 1988 | Finale 15 mai 1988 |
|  |                                |                                |              |    |                           |                           |  |  |                    |                    |
|  | le 17 avril 1988 à Albi        | le 17 avril 1988 à Albi        |              |    |                           |                           |  |  | à Toulouse         | à Toulouse         |
|  | le 17 avril 1988 à Albi        | le 17 avril 1988 à Albi        |              |    |                           |                           |  |  | à Toulouse         | à Toulouse         |
|  | Le Pontet                      | 37                             |              |    |                           |                           |  |  | à Toulouse         | à Toulouse         |
|  | Le Pontet                      | 37                             |              |    |                           |                           |  |  | à Toulouse         | à Toulouse         |
|  | Toulouse                       | 16                             |              |    |                           |                           |  |  | à Toulouse         | à Toulouse         |
|  | Toulouse                       | 16                             | Le Pontet    | 10 |                           |                           |  |  | à Toulouse         | à Toulouse         |
|  | le 17 avril 1988 au Barcarès   |                                | Le Pontet    | 10 |                           |                           |  |  | à Toulouse         | à Toulouse         |
|  |                                | Carpentras                     | 2            |    |                           |                           |  |  | à Toulouse         | à Toulouse         |
|  | Carpentras                     | Carpentras                     | 2            | 25 |                           |                           |  |  | à Toulouse         | à Toulouse         |
|  | Carpentras                     |                                |              | 25 |                           |                           |  |  | à Toulouse         | à Toulouse         |
|  | Saint-Gaudens                  | 22                             |              |    |                           |                           |  |  | à Toulouse         | à Toulouse         |
|  | Saint-Gaudens                  | 22                             | Le Pontet    | 14 |                           |                           |  |  |                    |                    |
|  | le 17 avril 1988 à Limoux      |                                | Le Pontet    | 14 |                           |                           |  |  |                    |                    |
|  |                                | XIII Catalan                   | 2            |    |                           |                           |  |  |                    |                    |
|  | XIII Catalan                   | XIII Catalan                   | 2            | 24 |                           |                           |  |  |                    |                    |
|  | XIII Catalan                   |                                |              | 24 |                           |                           |  |  |                    |                    |
|  | Lézignan                       | 15                             |              |    |                           |                           |  |  |                    |                    |
|  | Lézignan                       | 15                             | XIII Catalan | 12 |                           |                           |  |  |                    |                    |
|  | le 17 avril 1988 à Carcassonne |                                | XIII Catalan | 12 |                           |                           |  |  |                    |                    |
|  |                                | Saint-Estève                   | 8            |    |                           |                           |  |  |                    |                    |
|  | Saint-Estève                   | Saint-Estève                   | 8            | 40 |                           |                           |  |  |                    |                    |
|  | Saint-Estève                   |                                |              | 40 |                           |                           |  |  |                    |                    |
|  | Limoux                         | 10                             |              |    |                           |                           |  |  |                    |                    |
|  | Limoux                         | 10                             |              |    |                           |                           |  |  |                    |                    |

## Finale (15 mai 1988)
(mt : 10 - 2)
Points marqués :
- Le Pontet: 2 essais de Kaminski (16e) et Elliot (67e) ; 3 pénalités de Fraisse (2e, 11e et 30e).
- XIII Catalan : 1 pénalité de J-J. Naudo (9e)

Évolution du score : 
Arbitre : M. Alain Sablayrolles
Spectateurs : 9 950
Composition des équipes :
- Le Pontet : Olivier Molitor - Marcel Criotier , John Maguire, David Fraisse, Étienne Kaminski - Patrick Rocci (o), Jean-Marc Rocci (m) - Matt Elliott, Christian Maccali, Greg Sheridan, Thierry Blachère, Marc Palanques, Thierry Bernabé - Raymond Chacon, Serge Titeux - Entraîneur : Marius Frattini
- XIII Catalan : Serge Pallarès - Claude Gibert, Jean-Jacques Naudo, Thierry Naudo, Philippe Mabit - Francis Laforgue (o), Klaus Perkovic (m) - Pierre Montgaillard, Patrick Baco, Abdrajah Baba, Dominique Verdière, Philippe Graells, Didier Prunac - Pierre Flovie, Bernard Llong - Entraîneur : Francis Mas

## Effectifs des équipes présentes
| Le Pontet     | Denis Bergé Thierry Bernabé Thierry Blachere Raymond Chacon Marcel Criotier Matt Elliott David Fraisse Étienne Kaminski Christian Maccali John Maguire Olivier Molitor Marc Palanques Jean-Marc Rocci (m) Patrick Rocci (o) Greg Sheridan Éric Stefani Serge Titeux Entraîneur : Marius Frattini                                                                               | XIII Catalan       | Abdrajah Baba Patrick Baco Joël Bantoure Pierre Flovie Claude Gibert Philippe Graells Guy Laforgue Francis Laforgue (o) Bernard Llong Philippe Mabit (m) Pierre Montgaillard Jean-Jacques Naudo Thierry Naudo Serge Pallarès Klaus Perkovic Didier Prunac Dominique Verdière Entraîneur : Francis Mas                                 |
| Lézignan      | Henri Albérola Patrice Bolchakoff Patrick Bord Bosca Philippe Bourrel A. Carrière Robert Clottes François Cunnac Robert Cunning Dominique Espugna Régis Espugna Jérôme Ferret Georges Grandjean Jacques Moliner Guy Garcia P. Garcia Jacques Laguens Philippe Lécina Hugues Ratier Jean-Paul Sourès Thierry Valéro Thierry Vidaller Entraîneur : Michel Maïque et André Abadie | Saint-Estève       | Corey Adams Abet Baklouch Jean-Luc Bardes Mohamed Belmaziz Bruno Castany (m) Serge Costals Guy Delaunay Bernard Guasch (o) Pascal Hurtado Mathieu Khedimi Richard Masforné Patrick Marginet George Moroko Roger Palisses Serge Pérez Jean-Philippe Pougeau Stephan Robinson Michel Roses Jean-Luc Tène (c) Entraîneur : Jacques Jorda |
| Carpentras    | Bon Campos Christian Pirreda Christian Scicchitano Entraîneur : Jean-Marie Imbert | Villeneuve-sur-Lot | Bousquet Joel Conduché J. Dachary Patrice Delgal Esponella Gérard Faure Labérelle Lavèvre Maria Alain Maury Bertrand Planté Jean-Luc Rabot Jean-Bernard Saumitou Daniel Verdès Éric Vergniol Vergnolle Vermeulen Patrick Wosniak Entraîneur : Raymond Gruppi                                                                          |
| Saint-Gaudens | Denis Biénès Gilles Dumas Philippe Fourquet Philippe Gestas Cyril Pons Entraîneurs : Pierre Surre et Georges Loubet | Limoux             | Frédéric Bourrel Daniel Divet Entraîneur : Raphaël Bueno |
| Toulouse      | Pierre Ailleres Dominique Baloup Boutonnet Cazes Jean Frison Gouazé Honeysset André Parpagiola Toniol Entraîneur : Claude Bedel | Pamiers            | Marc Tisseyre |
| Albi          | Michel Alibert Besset Christophe Bonnafous Chamayou Nadalin Tatti |                    | |